# Georg Joachim von Lauchen

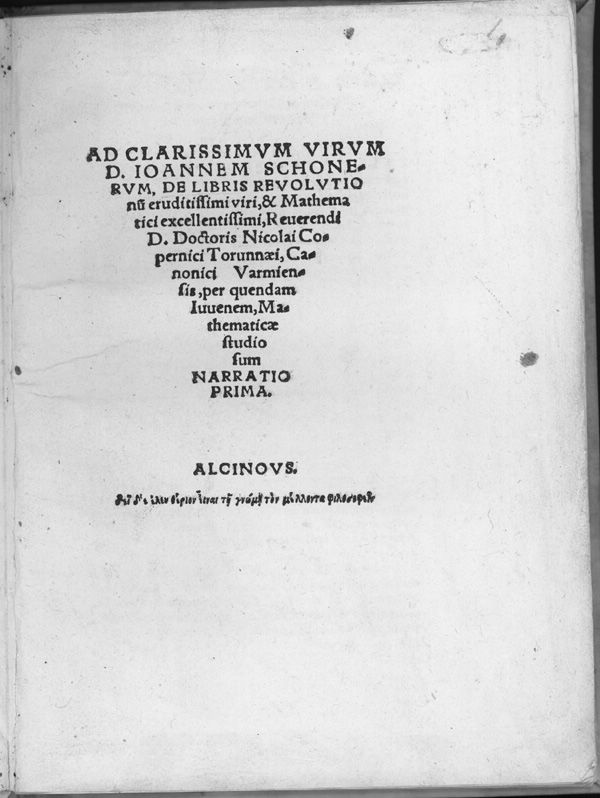
Narratio Prima

Georg Joachim de Porris (in het Duits von Lauchen), bekend als Rheticus (Feldkirch, 16 februari 1514 - Košice, 4 december 1574) was een wiskundige, cartograaf, instrumentmaker, medicus en leraar. Hij stelde tabellen van goniometrische functies samen, was de enige leerling van Nicolaus Copernicus en hielp bij diens werk De revolutionibus orbium coelestium. De maankrater Rhaeticus is naar hem genoemd.

## Naam
Rheticus werd geboren als Georg Joachim Iserin, de zoon van Georg Iserin en Thomasina de Porris. Zijn vader was een welgesteld dokter, maar hij bestal zijn patiënten en werd daarvoor in 1528 ter dood veroordeeld. Zijn familie verloor de familienaam Iserin en Georg Joachim ging "de Porris" heten naar zijn moeder. Achilles Gasser nam de dokterspraktijk over en betaalde de studies van Georg Joachim.
Hij studeerde te Feldkirch, Zürich en de Universiteit van Halle-Wittenberg, waar hij in 1536 afstudeerde.
Toen Rheticus te Wittenberg ging studeren, nam hij de naam Rheticus aan, Latijn voor de vroegere Romeinse provincie Raetia waar hij vandaan kwam.
Aan de Universiteit van Leipzig stond hij te boek als Georg Joachim "von Lauchen", Duits voor "de Porris".

## Reizen
Tijdens de Reformatie reorganiseerde Philipp Melanchthon het onderwijs van het Luthers Protestants deel van Duitsland. In 1536 stelde die Rheticus aan als professor in lagere wiskunde, getallenleer en meetkunde aan de Universiteit van Halle-Wittenberg.
Twee jaar later gaf Melanchthon hem twee jaar vrij om met befaamde sterrenkundigen te gaan studeren. In oktober 1538 bezocht hij professor Johannes Schöner aan de Eigidien Oberschule te Neurenberg. Hij leerde daar ook de wiskundigen Georg Hartmann en Thomas Venatorius kennen. Hij hoorde daar over Copernicus en besloot om hem op te zoeken. De uitgever Johannes Petreius gaf werken van Regiomontanus mee als geschenk voor Copernicus. Hij ging langs bij Peter Apian te Ingolstadt en Joachim Camerarius te Tübingen en dan naar Gasser in zijn geboortestad Feldkirch en zo naar Copernicus te Frombork, waar hij in mei 1539 aankwam en twee jaar bleef.
In september 1539 ging Rheticus naar Danzig en de burgemeester betaalde de uitgave van zijn Narratio Prima bij Franz Rhode.
Rheticus sprak er met zeekapiteins over navigatie. Hij bezocht ook de bisschop van Culm, Tiedemann Giese, een vriend van Copernicus.
In augustus 1541 gaf Rheticus een exemplaar van zijn Tabula chorographica auff Preussen und etliche umbliegende lender aan Hertog Albrecht van Pruisen, die had getracht om de tijd van zonsopgang te berekenen. Rheticus maakte een instrument voor hem om de lengte van de dag te berekenen. Rheticus publiceerde De revolutionibus. Albrecht vroeg Rheticus om terug te keren naar zijn leerstoel en Rheticus keerde terug naar de Universiteit van Wittenberg in oktober 1541. In mei 1542 reisde hij naar Neurenberg om de eerste druk door Johannes Petreius op te volgen van zijn De revolutionibus. Hij moest vertrekken naar een leerstoel te Leipzig en Andreas Osiander verving hem.
Hij gaf jaren les te Krakau en ging dan naar Košice, waar hij overleed.
In Epistolae de Terrae Motu postuum gedrukt in 1584 trachtte Rheticus de stellingen van Copernicus te verzoenen met de Bijbel door het principe van Accommodatie van Sint Augustinus.

## Driehoeksmeting
In 1542 publiceerde hij De lateribus et angulis triangulorum, over zijden en hoeken van driehoeken. In 1551 publiceerde hij tabellen van de zes goniometrische functies sinus, cosinus, tangens, cotangens, secans, cosecans.
Na zijn dood publiceerde zijn student Valentinus Otho in 1596 een uitbreiding met 100.000 waarden van 10 decimalen Opus palatinum de triangulus, op 1500 bladzijden, gebruikt tot in de 20e eeuw.

## Werken
- Narratio prima de libris revolutionum Copernici (1540)
- Tabula chorographica auff Preussen und etliche umbliegende lender (1541)
- De lateribus et angulis triangulorum (met Copernicus; 1542)
- Ephemerides novae (1550)
- Canon doctrinae triangulorum (1551)
- Epistolae de Terrae Motu (1584, postuum)